# Arent Jan Wensinck

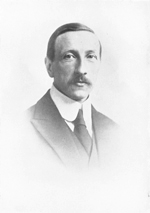
A.J. Wensinck

Arent Jan Wensinck (* 7. August 1882 in Aarlanderveen; † 19. September 1939 in Leiden) war ein niederländischer Islamwissenschaftler, Historiker der syrischen mystischen Theologie und Professor für semitische Sprachen.

## Leben
Als Sohn von Johan Herman Wensinck, einem niederländisch-reformierten Pastor und seiner Frau Anna Sara Geertruida Vermeer sollte Arent Jan Wensinck zunächst in die Fußstapfen des Vaters treten und begann, nach dem Besuch der Gymnasien in Amersfoort und Leiden 1901 mit einem Theologiestudium an der Universität Utrecht. Ein Semester später entschied er sich indes für ein Studium der Semitischen Sprachen, in dem er bereits 1902 sein erstes Examen „mit Lob“ ablegte. Diese Studien setzte er ab Juli 1904 an der Universität Leiden bei den Arabisten Michael Jan de Goeje und Christiaan Snouck Hurgronje fort und legte am 30. April 1906 sein Promotionsexamen ab. Neben Hebräisch und Aramäisch studierte er auch Syrisch und Arabisch, belegte Vorlesungen in Berlin und Heidelberg und promovierte am 18. März 1908 mit einer Dissertation über Mohammed en de Joden te Medina („Mohammed und die Juden zu Medina“).
Seine Berufstätigkeit begann er mit Hebräisch-Sprachunterricht an Sekundarschulen und als Privatdozent für Syrische und Westaramäische Dialekte in Utrecht. Gleichzeitig studierte er Theologie in Utrecht und wechselte später zu dem Turkologen Martin Houtsma.
1912 wurde Wensinck zum Professor für Hebräisch an die Universität Leiden berufen, am 3. Oktober desselben Jahres heiratete er Maria Elisabet Daubanton. Aus der Ehe entstanden zwei Söhne und zwei Töchter. 1927/28 amtierte er als Rektor der Universität Leiden.
Wensinck blieb zeitlebens der niederländisch-reformierten Kirche verbunden. Kurz vor seinem Tod 1939 verfasste er noch die Broschüre De Nederlandsch-Hervormde Kerk en de Gemeente van Christus, in der er seine Einsichten in die Liturgie weitergab.
Wensinck lebte als Gelehrter ein ruhiges und zurückhaltendes Leben, dessen größtes Hobby die Musik war, in der er Entspannung fand. Im Kreis seiner Kollegen genoss Wensinck ein hohes Ansehen.

## Werk
Wensinck beschränkte sich nicht auf seinen Lehrauftrag, sondern publizierte auch über die semitische Welt im Allgemeinen. Neben philologischen Studien handelte es sich vor allem um Werke zur Gottesdienstgeschichte, die bei der Königlichen Niederländischen Akademie der Wissenschaften erschienen, deren Mitglied er seit 1917 war. Besonders gefesselt war er von den Studien der Mystik, sowohl in ihrer christlichen als auch islamischen Gestalt. Auch fertigte er zahlreiche Übersetzungen aus dem Syrischen, so wie 1919 Kethabha dhe-Jauna, das „Buch der Taube“ von Bar Hebraeus und 1923 Mystic treatises, „Mystische Traktate“ von Isaak von Ninive. Spätere Werke konzentrierten sich auf Ghazali, den größten persischen Mystiker des 11. Jahrhunderts; 1930 erschien Oostersche mystiek: christelijke en mohammedaansche („Übersicht über die östliche Mystik: christliche und mohammedanische“).
1927 folgt Wensinck seinem Mentor Snouck Hurgronje auf dem Lehrstuhl für Arabisch, Syrisch und Islamwissenschaften an der Universität Leiden nach.
An der Enzyklopaedie des Islam, die, herausgegeben von Martinus Theodorus Houtsma, von 1913 bis 1938 in fünf Teilen und gleichzeitig in englischer, französischer und deutscher Sprache erschien, war er als Redaktionsmitglied beteiligt. Zugleich publizierte er 1927 A handbook of early Muhammadan tradition („Ein Handbuch früher moslemischer Traditionen“) und 1932 The Muslim creed („Das moslemische Glaubensbekenntnis“).
1933 erschien der erste Band seiner Concordance et indices de la Tradition musulmane, einer Hadith-Konkordanz, der bis 1969 sieben weitere Bände folgten und die alle Hadithe der großen sechs Sammlungen sowie einiger kleinerer mit Nachweisstellen auflisten.

## Werke
- Arent Jan Wensinck, Johannes H. Kramers (Hrsg.): Handwörterbuch des Islam. 2. Auflage. Brill, Leiden 1976, DNB 821257994.